# Carl Bloch
Carl Heinrich Bloch (Copenhaga, 23 de maio de 1834 – Copenhaga, 22 de fevereiro de 1890) foi um pintor dinamarquês.

## Biografia
Ele nasceu em Copenhaga, capital da Dinamarca, e estudou com Wilhelm Marstrand no Det Kongelige Danske Kunstakademi (Real Academia Dinamarquesa de Arte).

## Obra

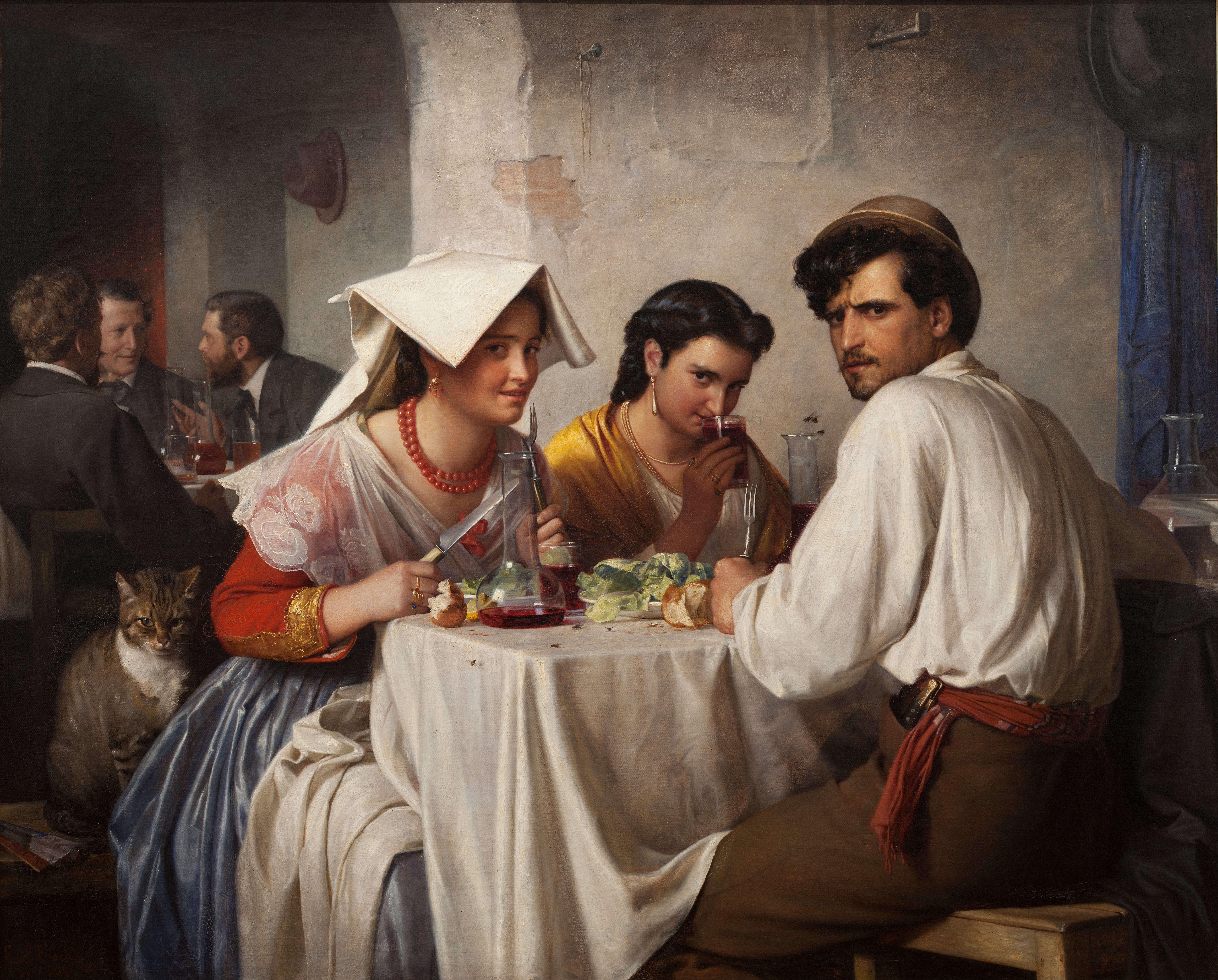
Em uma osteria romana (1866)
Museu Nacional de Arte da Dinamarca

Seus primeiros trabalhos foram inspirados em cenas da vida cotidiana rural. Entre os anos de 1859 e 1866, Bloch viveu na Itália, sendo este período importante para o desenvolvimento de seu estilo histórico.
Em 1865, teve seu primeiro grande sucesso com a exposição da obra "Die Befreiung des Prometheus", em Copenhaga, em 1865. Após a morte de Marstrand, ele terminou a decoração do salão cerimonial da Universidade de Copenhaga.
Ele foi, então, contratado para produzir 23 pinturas para a Capela do Palácio de Frederiksborg. Todas as cenas da vida de Cristo registradas no trabalho se tornaram muito populares como ilustrações. Os originais, pintados entre 1865 e 1879, ainda se encontram no Palácio de Frederiksborg.
Bloch morreu na mesma cidade em que nasceu, com a idade de 55 anos.

## Influência
Há mais de 40 anos, a Igreja de Jesus Cristo dos Santos dos Últimos Dias fez uso intenso das pinturas de Carl Bloch, principalmente a partir da coleção do Palácio de Frederiksborg, em igrejas e em material impresso.
A igreja mórmon produziu recentemente filmes alusivos às Escrituras, de acordo com o Ministério de Cristo Mortal, utilizando as pinturas de Bloch como modelos para as cores, a luz e o conjunto global de design, assim como o movimento dos atores em muitas das cenas. O exemplo mais notável disto é o filme The Testaments of One Fold and One Shepherd.

## Galeria

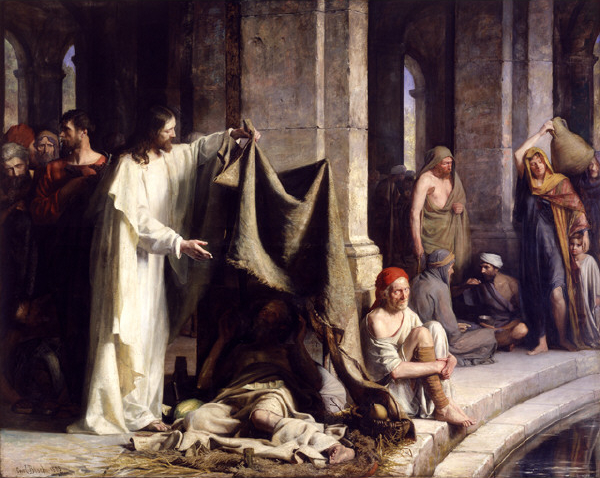
Jesus cura os enfermos
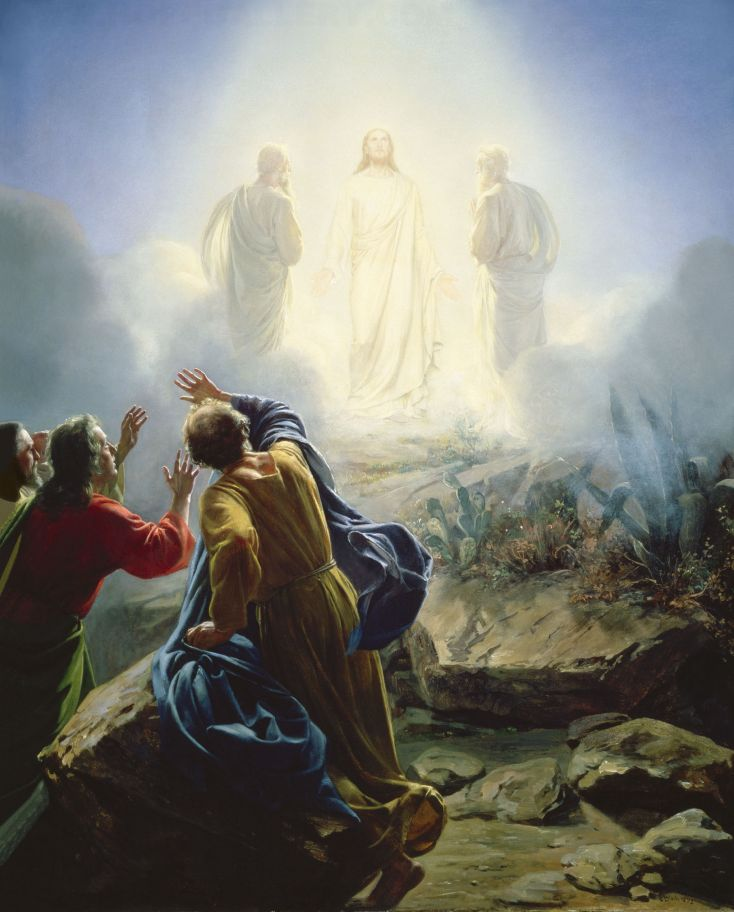
Transfiguração
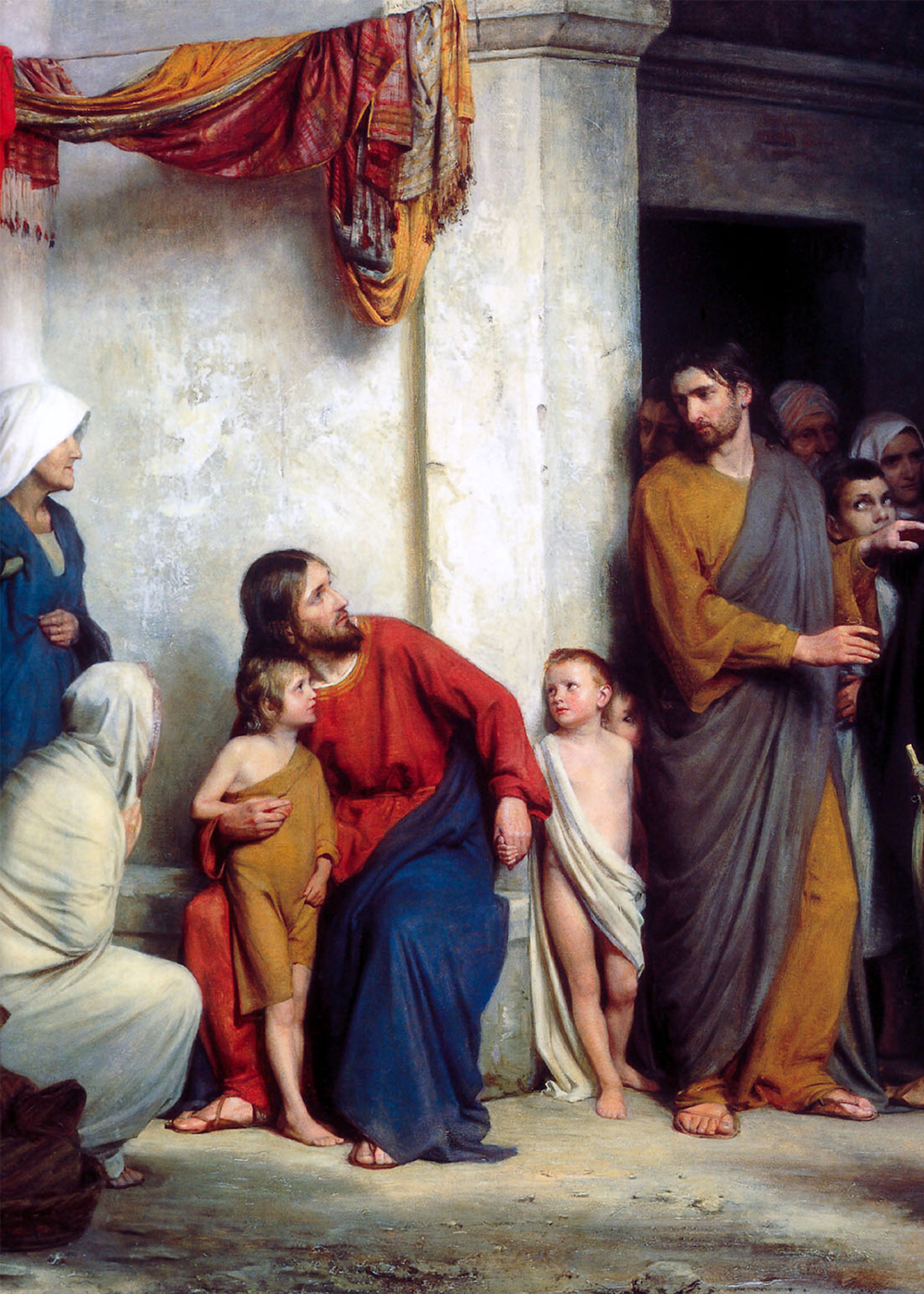
Deixai vir a mim os pequeninos
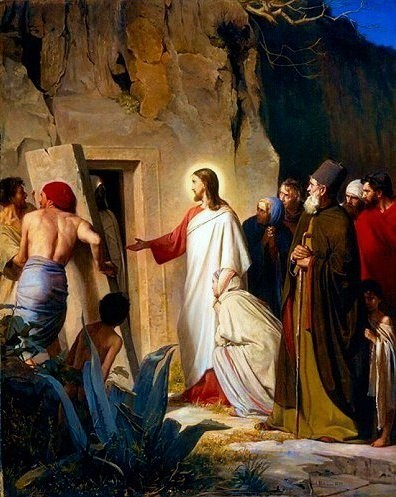
A ressurreição de Lázaro
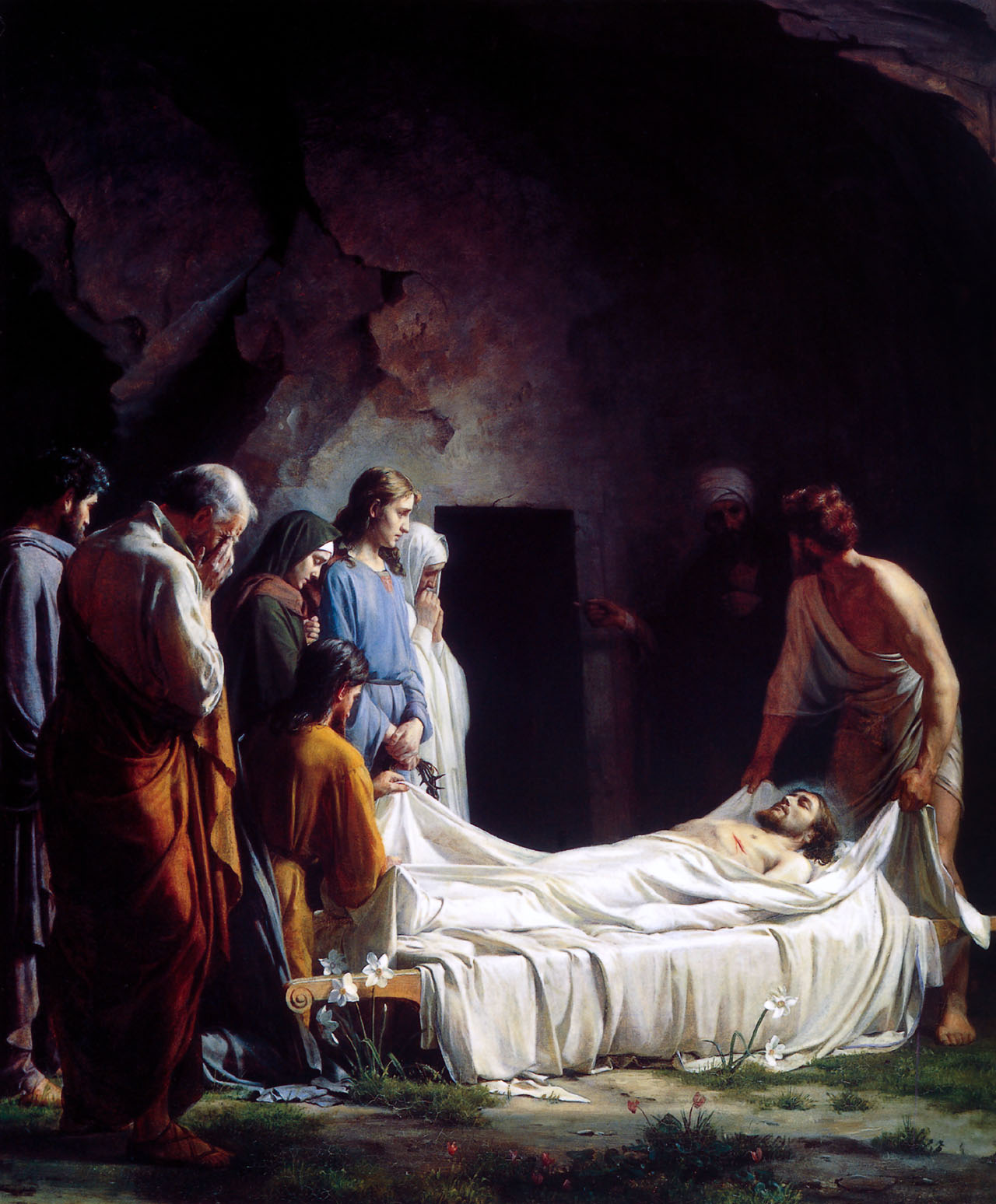
O sepultamento de Jesus